# Prvenstva Jugoslavije u hokeju na travi
Prvaci Jugoslavije u hokeju na travi na otvorenom.
(popis nepotpun)
- 1931.: Concordia (Zagreb)[1][2]
- 1932.: Concordia (Zagreb)[1][2]
- 1933.: Concordia (Zagreb)[1][2]
- 1934.: Concordia (Zagreb)[1][2]
- 1935.: Concordia (Zagreb)[1][2]
- 1936.: Concordia (Zagreb)[1][2]
- 1937.: Concordia (Zagreb)[1][2]
- 1938.: Concordia (Zagreb)[1][2]
- 1939.: Concordia (Zagreb)[1][2]
- 1940.: Concordia (Zagreb)[1][2]
- 1941.:
- 1942.: -
- 1943.: -
- 1944.: -
- 1945.: -
- 1946.: -
- 1947.: -
- 1948.: -
- 1949.: Mladost (Zagreb)
- 1950.: Jedinstvo (Zagreb)
- 1951.: Jedinstvo (Zagreb)
- 1952.: Jedinstvo (Zagreb)
- 1953.: Jedinstvo (Zagreb)
- 1954.: Jedinstvo (Zagreb)
- 1955.: Jedinstvo (Zagreb)
- 1956.: Elektrostroj (Zagreb)
- 1957.: Jedinstvo (Zagreb)
- 1958.: Elektrostroj (Zagreb)
- 1959.: Jedinstvo (Zagreb)
- 1960.: Elektrostroj (Zagreb)
- 1961.: Jedinstvo (Zagreb)
- 1962.: Jedinstvo (Zagreb)
- 1963.: Jedinstvo (Zagreb)
- 1964.: Jedinstvo (Zagreb)
- 1965.: Jedinstvo (Zagreb)
- 1966.: Marathon (Zagreb)
- 1967.: Zagreb
- 1968.: Subotičanka (Subotica)
- 1969.: Jedinstvo (Zagreb)
- 1970.: Jedinstvo (Zagreb)
- 1971.: Concordia (Zagreb)[1][2]
- 1972.: Elektrovojvodina (Subotica)
- 1973.: Partizan (Sv. Ivan Zelina)
- 1974.: Subotičanka (Subotica)
- 1975.: Marathon (Zagreb)
- 1976.: Subotičanka (Subotica)
- 1977.: Jedinstvo (Zagreb)
- 1978.: Subotičanka (Subotica)
- 1979.: Subotičanka (Subotica)
- 1980.: Jedinstvo (Zagreb)
- 1981.: Subotičanka (Subotica)
- 1982.: Subotičanka (Subotica)
- 1983.: Subotičanka (Subotica)
- 1984.: Subotičanka (Subotica)
- 1985.: Subotičanka (Subotica)
- 1986.: Subotičanka (Subotica)
- 1987.: Zorka   (Subotica)
- 1988.: Zorka   (Subotica)
- 1989.: Marathon (Zagreb)
- 1990.: Zorka   (Subotica)
- 1991.: Zorka   (Subotica)

## Poveznice
- Kup Jugoslavije u hokeju na travi